# Округ Хјурон (Мичиген)
Округ Хјурон (енгл. Huron County) је округ у америчкој савезној држави Мичиген.

## Демографија
По попису из 2010. године број становника је 33.118, што је 2.961 (-8,2%) становника мање него 2000. године.
| Група             | 2000.          | 2010.          |
| Белци             | 34.923 (96,8%) | 31.830 (96,1%) |
| Афроамериканци    | 69 (0,2%)      | 122 (0,4%)     |
| Азијати           | 128 (0,4%)     | 148 (0,4%)     |
| Хиспаноамериканци | 591 (1,6%)     | 657 (2,0%)     |
| Укупно            | 36.079         | 33.118         |